# Giải SDFCS cho nam diễn viên chính xuất sắc nhất
Giải SDFCS cho nam diễn viên chính xuất sắc nhất là một trong các giải của SDFCS dành cho nam diễn viên đóng vai chính trong một phim, được bầu chọn là xuất sắc nhất. Giải này được lập từ năm 1996.

## Các người đoạt giải

### Thập niên 1990
| Năm  | Diễn viên       | Phim               | Vai diễn       |
| ---- | --------------- | ------------------ | -------------- |
| 1996 | Kenneth Branagh | Hamlet             | Hamlet         |
| 1997 | Jack Nicholson  | As Good as It Gets | Melvin Udall   |
| 1998 | Ian McKellen    | Gods and Monsters  | James Whale    |
| 1999 | Kevin Spacey    | American Beauty    | Lester Burnham |

### Thập niên 2000
| Năm  | Diễn viên              | Phim                                                     | Vai diễn                 |
| ---- | ---------------------- | -------------------------------------------------------- | ------------------------ |
| 2000 | Russell Crowe          | Gladiator                                                | Maximus Decimus Meridius |
| 2001 | Guy Pearce             | Memento                                                  | Leonard                  |
| 2002 | Daniel Day-Lewis       | Gangs of New York                                        | William "Bill" Cutting   |
| 2003 | Chiwetel Ejiofor       | Dirty Pretty Things                                      | Okwe                     |
| 2004 | Jim Carrey             | Eternal Sunshine of the Spotless Mind                    | Joel Barish              |
| 2005 | Philip Seymour Hoffman | Capote                                                   | Truman Capote            |
| 2006 | Ken Takakura           | Riding Alone for Thousands of Miles (Qian li zou dan qi) | Gou-ichi Takata          |
| 2007 | Daniel Day-Lewis       | There Will Be Blood                                      | Daniel Plainview         |
| 2008 | Mickey Rourke          | The Wrestler                                             | Randy Robinson           |

Bản mẫu:SDFCS Awards Chron